# Taça de Portugal 1997-1998
La Taça de Portugal 1997-1998 è stata la 58ª edizione del torneo. La manifestazione (iniziata il 7 settembre 1997) venne vinta per la nona volta dal Porto che batté in finale il Braga 3-1 il 24 maggio 1998. La squadra campione in carica era il Boavista.
Capocannoniere del torneo fu il brasiliano Jardel (Porto) con 10 reti.

## Ottavi di finale
Partita del 28 dicembre 1997
| Locali      | Risultato | Ospiti        |
| Gil Vicente | 2 - 0     | Estoril Praia |

Incontri disputati il 14 gennaio 1998
| Locali    | Risultato | Ospiti           |
| Benfica   | 1 - 0     | Beira-Mar        |
| Leça      | 0 - 2     | Sporting Lisbona |
| Penafiel  | 0 - 1     | Braga            |
| Maia      | 4 - 5     | Porto            |
| Vila Real | 0 - 3     | Boavista         |
| Vizela    | 0 - 2     | Freamunde        |

## Quarti di finale
I match validi per i quarti di finale si sono disputati il 4 febbraio 1998
| Locali      | Risultato           | Ospiti           |
| Boavista    | 1º: 2 - 2 2º: 1 - 3 | União Leiria     |
| Gil Vicente | 1º: 1 - 1 2º: 0 - 1 | Benfica          |
| Braga       | 3 - 1               | Sporting Lisbona |
| Freamunde   | 0 - 4               | Porto            |

## Semifinali
Tutti gli incontri di semifinale si sono giocati il 24 febbraio 1998
| Locali       | Risultato | Ospiti  |
| Braga        | 2 - 1     | Benfica |
| União Leiria | 2 - 3     | Porto   |

## Finale
| Arbitro: | Jorge Coroado (Lisbona) |

|            |           |                                  |
| Sílvio 48’ | Marcatori | 16’ Aloísio 24’ Jardel 90’ Artur |

| Braga | Porto |

### Formazioni
| Braga                 |    |                    |     |     |
|                       |    |                    |     |     |
| POR                   | 1  | Quim               |     |     |
| TD                    | 2  | Zé Nuno Azevedo    |     |     |
| DC                    | 19 | Artur Jorge ()     | 10’ | 53’ |
| DC                    | 10 | Sérgio Abreu       |     |     |
| TS                    | 15 | Lino               | 64’ |     |
| CD                    | 20 | Jordão             |     |     |
| CC                    | 6  | Mozer              | 18’ |     |
| CC                    | 4  | Srđan Bajčetić     |     |     |
| CS                    | 27 | António Formoso    |     | 53’ |
| ATT                   | 16 | Mladen Karoglan    | 61’ |     |
| ATT                   | 28 | Sílvio             | 4’  | 83’ |
| A disposizione:       |    |                    |     |     |
| POR                   | 24 | Andrzej Woźniak    |     |     |
| DIF                   | 23 | Rui Guerreiro      |     |     |
| CEN                   | 18 | Carlitos           |     | 53’ |
| CEN                   | 22 | Bruno              |     | 53’ |
| ATT                   | 28 | Dmitrij Prokopenko |     | 83’ |
| Allenatore:           |    |                    |     |     |
| Alberto Argibay Pazos |    |                    |     |     |

| Porto            |    |                   |          |     |
|                  |    |                   |          |     |
| POR              | 1  | Rui Correia       |          |     |
| TD               | 30 | Carlos Secretário |          |     |
| DC               | 4  | Aloísio ()        | 63’      |     |
| DC               | 19 | João Manuel Pinto | 20’, 62’ |     |
| TS               | 18 | Daniel Kenedy     | 89’      |     |
| CC               | 20 | Paulinho Santos   |          |     |
| CC               | 27 | Doriva            | 89’      |     |
| CD               | 7  | Sérgio Conceição  |          | 85’ |
| TRQ              | 25 | Zlatko Zahovič    | 60’      | 65’ |
| CS               | 11 | Ljubinko Drulović |          |     |
| ATT              | 16 | Mário Jardel      |          | 75’ |
| A disposizione:  |    |                   |          |     |
| POR              | 12 | Lasse Eriksson    |          |     |
| DIF              | 2  | Jorge Costa       | 78’      | 66’ |
| CEN              | 21 | Capucho           |          | 85’ |
| ATT              | 8  | Rui Barros        |          |     |
| ATT              | 14 | Artur             | 89’      | 75’ |
| Allenatore:      |    |                   |          |     |
| António Oliveira |    |                   |          |     |